# (4865) Sor
(4865) Sor es un asteroide que forma parte del cinturón de asteroides y fue descubierto por Tsutomu Seki el 18 de octubre de 1988 desde el Observatorio de Geisei, Japón.

## Designación y nombre
Sor fue designado inicialmente como 1988 UJ.
Más adelante, en 1991, se nombró en honor del guitarrista español Fernando Sor (1778-1839).

## Características orbitales
Sor orbita a una distancia media del Sol de 3,049 ua, pudiendo alejarse hasta 3,225 ua y acercarse hasta 2,873 ua. Su excentricidad es 0,05782 y la inclinación orbital 10,1 grados. Emplea 1945 días en completar una órbita alrededor del Sol.

## Características físicas
La magnitud absoluta de Sor es 12,3.